# Minh bột di ngư
Minh bột di ngư (hay Minh bột di ngư thi thảo), có nghĩa: ông chài còn sót lại ở đất Minh Bột hoặc: con cá còn sót lại của biển Bột, là một thi phẩm bằng chữ Hán của Mạc Thiên Tứ, gồm một bài phú hơn trăm câu: Phú Lư Khê nhàn điếu và 32 bài thơ Đường luật, có tên chung là Ngư Khê nhàn điếu. Tất cả đều mượn cảnh Lư Khê (Rạch Vược), một trong mười cảnh đẹp ở trấn Hà Tiên xưa (nay thuộc thuộc phường Thuận Yên, thành phố Hà Tiên, tỉnh Kiên Giang, Việt Nam) để làm đề tài sáng tác.

## Giới thiệu
Trịnh Hoài Đức giới thiệu về tập Minh bột di ngư trong bài Tân tự (bản in 1821) như sau:
Lư Khê chính là một trong mười cảnh Hà Tiên. Về cảnh này có bài phú trăm lời, thi 32 vận, đều là của ngài làm ra, tồi hiệp cả lại cho nhan đề là Minh bột di ngư, gọi là ngụ mối u hoài cảm khái tự chốn thâm tâm, chớ nào phải vì chén rượu câu thi mà xướng họa hão đâu...Từ Hà Tiên gặp cơn binh hỏa (1771), bản phiến sách xưa đều bị ngọn lửa cay nghiệt cháy thiêu, sách lưu hành cũng vì đó mà lần lần thất lạc. Đến lúc ra giúp nước, tôi cố tìm sách ấy mà không được gặp. Thường trằn trọc thâu đêm, trí mãi vẩn vơ lo nghĩ về việc sưu tầm sách mất...
...Năm Canh Thìn (1820) mùa hạ, vâng mạng về kinh (Huế), thọ lãnh nội vụ, tôi may gặp được tập Lư Khê nhàn điếu (tức Minh Bột di ngư) của ngài (Mạc Thiên Tứ), rất khoan khoái đọc suốt cả đầu đuôi...Nguyên bản có đoạn khuyết mất, không thể so sánh đâu được, tôi bèn lập ý bổ khuyết vào, rồi giao cho nhà in khắc bản khác (Tân Tỵ, 1821).
Năm 1820, Trịnh Hoài Đức dâng sách Minh bột di ngư lên vua Minh Mạng. Sách Việt Nam sử lược của Trần Trọng Kim, chép:
Vua Thánh Tổ (Minh Mạng) mới lên ngôi, đã lo việc làm sách vở; ngài đặt Quốc Sử Quán để góp nhặt những chuyện làm quốc sử. Ngài lại lưu ý về việc tưởng lệ cho những người làm ra sách vở. Bởi vậy, ngài xuống chiếu: hễ ai tìm được sách cũ, hay làm ra sách mới, thì được ban thưởng. Tự đó ông Trịnh Hoài Đức dâng sách: Gia Định Thành Thông Chí và sách Minh Bột Di Hoán Văn Thảo…...
Ở Sài Gòn, lần đầu tiên sách Minh bột di ngư được Ngạc Xuyên (Ca Văn Thỉnh) giới thiệu trong Đại Việt tạp chí số 12, ra ngày 1 tháng 4 năm 1943. Bản Minh bột di ngư năm 1821 mà Ngạc Xuyên Ca dùng để viết bài, vốn thuộc thư viện riêng của nhà sử học Lê Thọ Xuân, nhưng không may là thư viện này, trong đó có tập sách trên, đã bị lửa chiến tranh thiêu hủy sau ngày Nam Bộ kháng chiến năm 1945.
Hiện nay (tháng 6 năm 2009), giới nghiên cứu văn học Việt vẫn chưa tìm được quyển nào khác.

## Thơ chữ Hán
Sách Minh bột di ngư với 32 bài thơ chữ Hán, có tên chung là Lư Khê nhàn điếu, hiện nay chỉ còn lại 7 bài. Lâu nay, có người cho rằng bài thơ Lư Khê ngư bạc còn có tên Lư Khê nhàn điếu là không đúng; vì nội dung của chúng hoàn toàn khác nhau.
Sau đây là hai bài Lư Khê nhàn điếu đã được chép lên vách Mạc Công Miếu, Hà Tiên. 
| Phiên âm Hán - Việt: Lư Khê phiếm phiếm tịch dương đông Băng tuyến nhàn phao bạch luyện trung. Lân liệp tầm lai niêm ngọc nhỉ, Yên ba trường tự khống thu phong. Sương hoành bích địch hồng sơ tễ Thủy tẩm kim câu nguyệt tại không. Hải thượng tà đầu thời độc tiếu. Di dân thiên ngoại hữu ngư ông. Đông Hồ dịch thơ: Sông Lư bảng lảng ánh dương hồng, Ném sợi băng trên tấm lụa trong. Mồi ngọc đã làm ngon miệng cá, Gió thu đâu để nổi cơn giông. Cầu vòng cần trúc hơi sương đượm, Trăng uốn vành câu bóng nước lồng. Lắm lúc ngửa nghiêng cười với biển, Bên trời riêng một cõi ngư ông. | Phiên âm Hán - Việt: Khê thượng lưu hoành dạ sắc dung Niêm câu nhàn điếu ngũ canh chung Tứ biên lộ khí phù trầm ngoại Nhất lũ ba quang kỷ vạn trùng Điềm khiết mỗi liên âu vụ hiệp Hành tàng ưng phó thủy vân cung Mãn chu phong nguyệt kham ngu xứ Lảo đảo thương minh nhập tửu chung.. |

Tháng 11 năm 1986, trong buổi lễ 250 năm Tao đàn Chiêu Anh Các (1736-1986) do tỉnh Kiên Giang tổ chức; trong một thuyết trình, nữ sĩ Mộng Tuyết công bố thêm một bài Lư Khê nhàn điếu nữa như sau:
| Phiên âm Hán- Việt: Thủy quốc vân hương cảnh bất phàm Diên Khê sơn sắc bích sàm nham Đạm yên ổn trạo hoành cô đỉnh Tế vũ khinh thoa chướng đoản sam Thôn nhĩ nan đầu đa khẩn tuyến Đình can thiên tế kiến chinh phàm Tư luân hải ngoại trương thơ quyện Cổ tiếp thung dung kiểm điếu hàm. | Nữ sĩ Mộng Tuyết dịch thơ: Vùng nước làn mây cảnh sáng trong Dọc khe núi dựng sắc xanh chồng Khói mờ xuôi mái quay thuyền dạo Mưa nhẹ tơi thưa áo ngắn lồng Cá đớp mồi câu dây nhợ thẳng Cần buông mắt dõi cánh buồm căng Tơ giăng cuốn thả ngoài khơi rộng Kiểm lại hòm câu gõ nhịp vang. |

Năm 1985, Cao Tự Thanh đọc được trong một hợp tập thơ văn chữ Hán chép tay tại Thư viện Khoa học xã hội Thành phố Hồ Chí Minh thêm bốn bài nữa. Bốn bài này có nhan đề là Lư Khê nhàn điếu (tứ thủ) chép lẫn giữa một số thơ văn khác về Hà Tiên, cuối hợp tập có dòng chữ "Nam triều Bảo Đại Giáp Tuất niên tam nguyệt sơ nhất nhật, An Trường Hải Nhi thư vu Hà Tiên chi lữ thứ" (ngày 1 tháng 3 năm Giáp Tuất niên hiệu Bảo Đại Nam triều - 14.4.1934, An Trường Hải Nhi (?) chép ở đất khách Hà Tiên). Sau đây là bản phiên âm và bản dịch bốn bài thơ nói trên:
| Phiên âm Hán - Việt bài 1: I. Lãng bình nhân ổn tự du tai, Nhàn đãng khinh chu điếu kiển hồi. Hôn trực thâm trầm câu nhĩ trọng, Lân la loạn chiếm thủy văn khai. Trú tầm vân ảnh tùy lưu bạc, Dạ trục hàn quang đới nguyệt hồi. Tiếu ngạo yên ba thời xuất một, Tương kỳ khê tịch hải triều lai. Tạm dịch: Sóng yên người ổn thật vui thay, Thong thả thuyền câu ngược rạch bơi. Mồi nặng dòng sâu dây nhợ thẳng, Nước xao gió gợn vảy hoa bày. Sáng tìm mây loáng theo khe chảy, Đêm đuổi sương bay đội nguyệt về. Cười cợt ra vào nơi khói sóng, Vừa cơn ròng tối đã triều mai. Phiên âm Hán - Việt bài 2: Sấn tễ phù thanh triển điếu luân, Trường lưu nhân tại bích khê xuân. Kim sàm trục ảnh phao hương nhĩ, Ngọc chức lâm ba duệ cẩm lân. Vạn khoảnh bất kinh phong lãng khởi, Tứ thời trường dữ thủy vân lân. Nhàn thừa kha hạm ngâm phong nguyệt, Độc điếu uông dương lão thử thân. Tạm dịch: Mưa tạnh trời trong khẽ nhắp cần, Theo dòng câu cá tới khe xuân. Lưỡi vàng đuổi bóng theo mồi nhẹ, Tơ ngọc vào sông đẩy sóng dần. Muôn khoảnh ba đào lòng há sợ, Bốn mùa mây nước nghĩa càng thân. Dong thyền rảnh rỗi ngâm trăng gió, Trên biển già nua ngạo tấm thân. | Phiên âm Hán - Việt bài 3: Kỷ loan phong nguyệt nhất khê vân, Triêu tịch tương ư duật lộ quần. Hiểu trướng lạm lai ngư phún tuyết, Minh yên hàn để thủy phiên văn. Tung hoành tối ái phù chu ổn, Thư quyện thiên năng đắc cối tần. Nhược vấn điền viên hà xứ thị, Bích thiên vô tế thủy vô ngân. Tạm dịch: Khe tràn mây khói vịnh đầy trăng, Sớm tối cò le thoả hợp quần. Triều sáng cá phun dòng sủi tuyết, Khói mờ nước động sóng khoe văn. Dọc ngang mặc sức thuyền con vững, Câu kéo nhiều phen gỏi cá ăn. Vườn ruộng nơi nào đừng nhọc hỏi, Trời xanh không chắn biển không ngăn. Phiên âm Hán - Việt bài 4: Nhạn hạc lô từ hiệp hữu bằng, Lư hà liêu chử hảo y bằng. Vi mang hiểu sắc tầm ngư ảnh, Tễ bích tình không lý điếu thằng. Khứ trú tự do dao đoản tiếp, Đô tây tương chiến hữu hàn đăng. Bàng lưu độc vấn tâm trung sự, Dục phỏng Bàn Khê khước vị năng. Tạm dịch: Cồng cộc, le cò giỡn líu lăng, Sông lau bến lách thảy xung xăng. Sắc mai hơi ngút tìm tăm cá, Trời tạnh mây quang chúc ngọn cần. Đi ở thong dong chèo nhỏ khuấy, Đông tây lố nhố lửa khuya giăng. Bên dòng thầm hỏi lòng ngư phủ, Học đợi công hầu nghĩ khó khăn. |

## Phú Lư Khê nhàn điếu
Bài Phú Lư Khê nhàn điếu, tên đầy đủ là Lư Khê nhàn điếu tam thập nhị phú' là một bài phú dài hơn trăm câu do Mạc Thiên Tứ sáng tác, được xếp chung với 32 bài thơ Đường luật, để hình thành ra tập thơ Minh Bột di ngư.
Bài phú này sở dĩ còn tồn tại là nhờ nó được Phạm Nguyễn Du ghi lại trong Nam hành ký đắc tờ 27a-29a, mang ký hiệu A. 2939 hiện lưu giữ tại Viện nghiên cứu Hán Nôm. Tài liệu này chỉ có ở miền Bắc nên trong Văn học Hà Tiên (bản in năm 1970), thi sĩ Đông Hồ chỉ giới thiệu được một đoạn của bài phú Lư Khê nhàn điếu còn sót trên tường Mạc Công Miếu ở Hà Tiên.
Năm 1980, Cao Tự Thanh thông báo tài liệu này với nữ sĩ Mộng Tuyết để bà liên hệ với Viện nghiên cứu trên nhờ sao lại. 
Năm 1986, Mộng Tuyết đã trao bản sao ấy cho học giả Giản Chi phiên dịch và rồi cho công bố trong tập Kỷ yếu 250 năm thành lập Tao đàn Chiêu Anh Các (1736-1986), do Sở Văn hoá và Thông tin Kiên Giang xuất bản năm 1987; và sau nữa cho in lại trong Văn học Hà Tiên (Đông Hồ biên soạn, bản in lại năm 1999), nhưng có vài chỗ chưa thật đúng về văn bản.
Trích:
| Buông câu trên Lư Khê Bể rộng, trời không, Mây cao nước trong Ngày tháng như cũ, Việc đời khôn cùng. Chơi vơi làn trong, sóng biếc Mênh mang bến Nam duềnh Đông… Hành, tàng miễn đúng đường đạo nghĩa Vật ngã vốn có chỗ chung cùng, Nguyện gửi dấu chân nơi mang diểu, Hầu vơi tâm sự, vận cùng thông Phận làm di thứ, Vai đóng ngư ông, Ấy vậy, sửa soạn, Đồ nghề buông câu: Lò trà, tơi nón. Thơ túi, rượu bầu; Thuyền con một lá. Thẳng miền lác, lau. Nương luồng gió thuận Dong buồm trôi mau... | ...Tưởng Người Đẹp chừ đang vò võ phương nào, Nhớ nước cũ chừ chỉ đăm đăm ngoái cổ: Đoái áo mặc đêm chừ, kìa bóng chăn Muốn bữa ăn muộn mà cúng giỗ. Thẹn vì tuổi lớn mà tài năng không Giận chỉ buồn suông, trước ngày bóng đổ. Yên phần số cùng cuộc sống ưa may Qua ngày tháng với cần tre miệng giỏ. Nước non man mác, thảnh thơi hôm sớm tuổi trời Khói sóng trùng trùng, vui ngắm bức tranh mây chó Mong không phụ nửa đời hưởng thú buông câu Thích có hứng gieo ba chục vần ghi nhớ! |

## Giá trị
Theo Ngạc Xuyên Ca Văn Thỉnh, người cuối cùng đọc được đầy đủ Minh Bột di ngư (bản in năm 1821), thì đây là một tập thi họa rất quý, chẳng những quý về phương diện sử liệu, văn học; còn quý về mỹ thuật, về bút tích của tiền nhân. Ông viết:
Sách này in lối nhất thi nhất họa, mỗi bài thơ có kèm một bức vẽ, do các tay danh họa, các tay đại bút bấy giờ đua nhau trình bày...
Đến khi nghe tin bản sách trên bị cháy rụi, thi sĩ Đông Hồ có ý nuối tiếc:
Sách này, người tàn trữ nó là nhà sử học Lê Thọ Xuân không còn giữ được. Mà muốn tìm được quyển thứ hai thì biết tìm ở đâu. Sách này mà còn thì vô giá bảo. Ước rằng vật quý văn hóa chẳng lẽ trầm mai, độc giả tri kỷ bốn phương xin đặc biệt lưu ý giúp cho, may mà có ngày tao ngộ.
Và Cao Tự Thanh cũng đã than rằng:
Đây là một điều đáng tiếc đã gây nhiều khó khăn cho việc tìm hiểu thơ văn Chiêu Anh Các nói chung và thơ văn Mạc Thiên Tích nói riêng trong nhiều năm qua. Bởi vì nếu những Hà Tiên tập vịnh, Thụ đức hiên tứ cảnh... là tiếng nói chung của cộng đồng Việt Nam ở trấn Hà Tiên thế kỷ 18, thì Minh bột di ngư lại là tiếng lòng riêng tư của bộ phận người Hoa phản Thanh phục Minh ở Hà Tiên và cả Đàng Trong buổi ấy, những người yêu nước phải đào vong tị nạn và trong quá trình đấu tranh để hoà nhập vào một không gian sống mới cũng chủ động và vĩnh viễn vùi chôn tâm sự di thần...
Khía cạnh ấy sẽ ít nhiều được Nguyễn Trọng Hợp (1834-1902) sau này khái quát qua bài Đề bột di ngư tập hậu (Đề sau tập Minh bột di ngư) với niềm hoài cổ của một ông quan thời vong quốc:
| Cựu quốc hoang lương sự dĩ thù, Ky nhân hải ngoại độc thừa phù. Tự phi kinh cức quy chân chủ, Cánh hướng yên ba học điếu đồ. Thiên lý vãn triều quy túc lộ, Bán khê xuân lục trưởng tân bồ. Anh phong quan dữ tư nhiên tận, Liêu quách giang thiên phiến nguyệt cô. | Tạm dịch: Nước cũ tan tành việc đã lâu, Bè côi vượt bể ngạo ba đào. Mở đường gai góc theo vua thánh, Hướng nẻo sông hồ học bạn câu. Ngàn dặm sóng triều cò nghỉ cánh, Nửa khe xuân biếc cỏ khoe màu. Phong tư người trước nay đâu vắng, Quạnh quẽ trời sông mảnh nguyệt đau. (Kim Giang thi tập) |